# Ortone e i piccoli Chi!
Ortone e i piccoli Chi è un libro per bambini scritto dal Dr. Seuss tradotto da Anna Sarfatti e pubblicato nel 1954 (e rivisto nel 1982), è il seguito del libro L'uovo di Ortone.

## Trama
Il 15 maggio, mentre Ortone stava facendo il bagno, sente una vocina che chiede aiuto. La vocina proviene da un granello di polvere e per paura che si bagni lo mette sopra ad un fiore di trifoglio.
Ortone scopre che su quel granello di polvere c'è una piccola città chiamata Chissà abitata dai dei piccolissimi abitanti, i Chi. Mentre l'elefante parla con il sindaco, tre macachi rubano il fiore e lo danno ad un'aquila chiamata Razzìa che lo prende e lo butta in un campo di trifogli.
Ortone, dopo parecchio tempo riesce a trovarlo quando ad un tratto una Cangura con l'aiuto dei macachi lega l'elefante con l'idea di bruciare il fiore in un pentolone pieno di olio di Frizz.
Intanto a Chissà tutti i Chi si radunano in piazza gridando con le loro vocine, sperando che la Cangura li senta. 
Alla fine i Chi riescono a salvare la loro microscopica città.
Il libro finisce con la Cangura che promette ad Ortone di proteggere anche lei il fiore.

## Adattamenti
- Nel 1970 ne è stato tratto uno special televisivo,noto in Italia come Hortone e i piccoli amici di chi sta quà,distribuito insieme al Come il Grinch rubò il Natale,non si deve considerare un seguito di L'uovo di ortone nonostante i disegni si avvicinano
- Nel 1987 ne è stato tratto un adattamento ucraino animato,che rimane più o meno fedele ai disegni di Seuss.
- Nel 1992 ne è stato tratto un cortometraggio russo realizzato in un'altra forma di animazione. Come il precedente non è uscito in Italia.
- Nel 2008, la Blue Sky Studios trasformò il libro in una sceneggiatura cinematografica con il titolo Ortone e il mondo dei Chi.

## Animali presenti nel libro
- Elefante
- Canguro
- Scoiattolo
- Scimmia ragno
- Passero
- Antilope
- Macaco
- Aquila